# Jaktspaniel

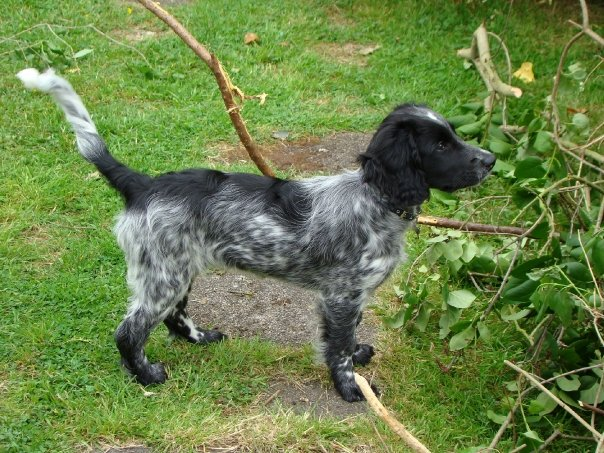
En cocker spaniel av jakttyp.

En jaktspaniel är en hund av rasen engelsk springer spaniel eller cocker spaniel, som i generationer avlats för sina jaktegenskaper (till skillnad från de linjer som avlas för utställning och sällskap). Jaktspanieln är den ursprungliga typen och den är också i majoritet i rasernas hemland Storbritannien. Till Sverige importerades först utställningslinjerna. Jaktvarianterna kom hit på allvar i slutet av 1970-talet och har sedan dess ständigt ökat i popularitet bland jägare. En spaniel är en stötande hund som jagar småvilt som fågel och kanin under hagelbössan och den ska också kunna apportera. Jaktspaniel registreras i samma register som utställnings- och sällskapstypen av cocker spaniel och engelsk springer spaniel inom Svenska Kennelklubben/FCI. I praktiken korsas dock i princip aldrig de olika typerna. Det finns också en jaktspanielklubb som står utanför Svenska Kennelklubben och FCI och som för eget register över jaktavlade spaniel.
Som stötande hundar fungerar i praktiken endast de spaniel av jaktstam som går under benämningen jaktspringerspaniel eller jaktcockerspaniel. Dessa båda rasvarianter har avlats av brittiska jägare i århundraden utan hänsyn till de exteriöra ideal som bedöms på hundutställningar. Jaktspaniel skiljer sig därför ganska radikalt från den yngre typ av spaniel som är resultatet av det senaste århundradets avel för hundutställningar och sällskap. Jaktspanieln har behållit sina ursprungliga jaktegenskaper och den för uthållighet och jakt i snårig terräng lämpliga, ursprungliga spanielexteriören. Spaniel som avlats för sällskap och utställning anses idag sakna de egenskaper man måste kunna kräva av en stötande hund.
Jaktvarianterna av engelsk springer spaniel och cocker spaniel kom till Sverige på allvar i slutet av 1970-talet och har sedan dess ständigt ökat i popularitet bland i första hand småviltjägare i Skåne och Halland, på Öland och Gotland och i Mälardalen.